# Matsudaira Sadayuki
Matsudaira Sadayuki (松平定行, ,  1587 - 19 de outubro de 1668) foi daimyō do início do período Edo da História do Japão, vassalo do clã Tokugawa. Foi filho de Hisamitsu Sadakatsu , Shugo da Província de Oki , onde fez uma reestruturação no Dōgo Onsen Honkan  da Ilha de Dōgo (Ilhas Oki)  .
| Precedido por Hisamitsu Sadakatsu | 2º Daimyō de Kakegawa (Hisamitsu-Matsudaira) 1607-1617      | Sucedido por Ando Chokutsugi      |
| Precedido por Hisamitsu Sadakatsu | 2º Daimyō de Kuwana (Hisamitsu-Matsudaira) 1624 - 1635      | Sucedido por Matsudaira Sadatsuna |
| Precedido por Gamō Tadachika      | 1º Daimyō de Iyo-Matsuyama (Hisamitsu-Matsudaira) 1635-1658 | Sucedido por Matsudaira Sadayori  |